# 舒萊泰亞鄉
46°17′11″N 27°54′50″E / 46.28639°N 27.91389°E
舒萊泰亞鄉（羅馬尼亞語：Comuna Șuletea, Vaslui），是羅馬尼亞的鄉份，位於該國東北部，由瓦斯盧伊縣負責管轄，面積50平方公里，海拔高度200米，2007年人口2,531，人口密度每平方公里51人。